# Удав кільчастий
Уда́в кільча́стий (лат. Corallus annulatus) — вид змій родини удавових.

## Поширення
Поширений у Центральній Америці на сході Гватемали, Гондурасі, Нікарагуа, Коста-Риці, Панамі. Також зустрічається у Південній Америці в Колумбії і на північному заході Еквадору.

## Опис
Тіло удава кільчастого сягає близько 100 см. Забарвлення червонувато-коричневе з темними плямами по всьому тілі.

## Спосіб життя
Веде деревний спосіб життя. Живиться, переважно, птахами.

## Підвиди
| Підвид            | Автор                        | Назва                         | Ареал |
| ----------------- | ---------------------------- | ----------------------------- | ----- |
| C. a. annulatus   | (Cope, 1875)                 | Удав кільчастий північний     |       |
| C. a. blombergi   | (Rendahl & Vestergren, 1940) | Удав кільчастий еквадорський  |       |
| C. a. colombianus | (Rendahl & Vestergren, 1940) | Удав кільчастий колумбійський |       |